# NGC 7355
NGC 7355 (również PGC 69587) – galaktyka spiralna (Sb), znajdująca się w gwiazdozbiorze Żurawia. Odkrył ją John Herschel 1 września 1834 roku.